# Liebesthermometer
Ein Liebesthermometer (auch bekannt als „Temperamentsmesser“, engl. „hand boiler“ oder „love meter“) ist ein physikalisches Spielzeug. Es zeigt einen erstaunlich starken Effekt bei einer geringen Erwärmung z. B. durch eine warme Hand. Dabei wird ausgenutzt, dass der Sättigungsdampfdruck sehr stark von der Temperatur abhängen kann.

## Aufbau

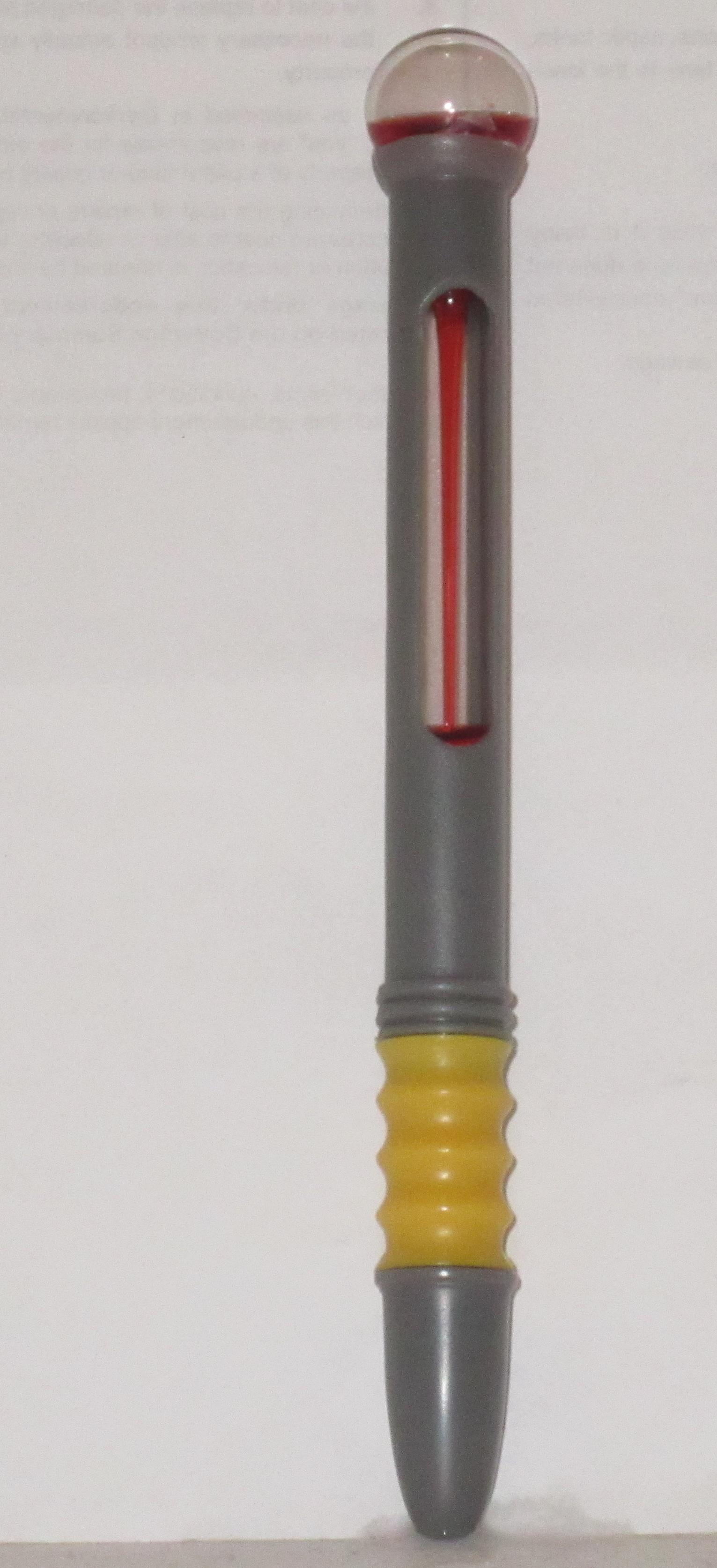
Liebesthermometer, integriert in einen Stift. Durch die Wärme der Finger wird etwas von der roten Flüssigkeit im Rohr verdampft, sodass diese in die obere kugelförmige Kammer aufsteigt.

Das Liebesthermometer besteht meist aus einem Glashohlkörper mit einer oberen und einer unteren Kammer, die durch ein Rohr verbunden sind. Die Kammern sind ohne Luft teilweise mit einer Flüssigkeit (meist eingefärbtes Methanol) gefüllt, das restliche Volumen wird durch den Dampf der Flüssigkeit ausgefüllt. Das Rohr, das die beiden Kammern verbindet, ragt in die Flüssigkeit in der unteren Kammer hinein, so dass die beiden Gasvolumen durch die Flüssigkeit getrennt werden. Da es als Scherzartikel oft die Verliebtheit einer Person „messen“ soll, kann eine Skala angebracht sein oder das Verbindungsrohr endet in einem gläsernen Herz.

## Funktionsweise
In den Kammern stellt sich der Sättigungsdampfdruck des Stoffes ein, bei Ethanol und einer Temperatur von 20 °C ist das ein Druck von 129 hPa (=129 mbar). Wird die untere Kammer z. B. mit der Hand leicht erwärmt, verdampft dort Flüssigkeit und der Druck steigt, da der Sättigungsdampfdruck von der Temperatur abhängt. Durch den Druckunterschied zur oberen Kammer wird die Flüssigkeit im Verbindungsrohr nach oben gedrückt. Diese Drucksteigerung kann so stark sein, dass bei 1 Kelvin Erwärmung die Flüssigkeit um viele cm ansteigt (siehe Tabelle). Der gleiche Effekt tritt auf, wenn die obere Kammer gekühlt wird, und wird beim Trinkvogel ausgenutzt, um eine mechanische Bewegung zu erzeugen. Haben die beiden Kammern die gleiche Temperatur, läuft die Flüssigkeit aufgrund der Schwerkraft wieder nach unten.
| Flüssigkeit     | T = 20 °C {\displaystyle \Delta }h [cm] | T = 30 °C {\displaystyle \Delta }h [cm] |
| --------------- | --------------------------------------- | --------------------------------------- |
| Diethylether    | 43,0                                    | 61,8                                    |
| Methylenchlorid | 17,2                                    | 25,0                                    |
| Methanol        | 9,2                                     | 14,8                                    |
| Ethanol         | 4,4                                     | 7,4                                     |
| Wasser          | 1,5                                     | 2,5                                     |